# Френч Лик (Индијана)
Френч Лик (енгл. French Lick) град је у америчкој савезној држави Индијана.

## Демографија
По попису из 2010. године број становника је 1.807, што је 134 (-6,9%) становника мање него 2000. године.
| Група             | 2000.         | 2010.         |
| Белци             | 1.820 (93,8%) | 1.586 (87,8%) |
| Афроамериканци    | 71 (3,7%)     | 105 (5,8%)    |
| Азијати           | 8 (0,4%)      | 22 (1,2%)     |
| Хиспаноамериканци | 9 (0,5%)      | 38 (2,1%)     |
| Укупно            | 1.941         | 1.807         |